# Rudolf A. Haunschmied
Rudolf Anton Haunschmied (nacido en 1966) es un autor e historiador local austríaco.

## Vida y trabajo
Rudolf A. Haunschmied se crio en Sankt Georgen an der Gusen, Austria. Siendo muy joven aun comenzó a investigar la historia "olvidada" del área de St. Georgen-Mauthausen-Gusen y sus cuatro campos de concentración, con especial énfasis en los Campos de Concentración de Gusen I, II y III.
En 1986 fue miembro fundador de Arbeitskreis für Heimat-, Denkmal- und Geschichtspflege St. Georgen (AHDG), del que formó parte el Gusen Memorial Committee (GMC) hasta que en enero de 2008 se creó el "Gusen Memorial Committee", del que también fue miembro fundador. En 1989 publicó el primer libro de historia acerca del complejo St. Georgen-Gusen-Mauthausen por encargo del ayuntamiento de su pueblo, St. Georgen/Gusen. Lleva años guiando excursiones a los restos de los campos así como dirigiendo grupos de estudio y colaborando con estudiosos e investigadores.
En 1995 organizó (junto con Serge Choumoff (de la Amicale de Mauthausen (París)) entre otros) la primera conmemoración local-internacional en Gusen. En 1997 fundó las "Mauthausen-Gusen Info-Pages".
En 1996 y 1997 logró dos hermanamientos entre ciudades y en 2000 formó parte de Reforminitiative Mauthausen (Iniciativa Federal para la Modernización del Memorial de Mauthausen) ante el Ministerio Federal Austríaco del Interior, iniciativa que condujo a la apertura en 2004 de un nuevo centro de visitantes en KZ Gusen en 2004.
En 2007 colaboró con el proyecto Audioweg Gusen. En los últimos 25 años ha colaborado en multitud de publicaciones y documentales para radio y TV. En la actualidad está trabajando para que se abran al público los túneles de " Bergkristall" de KZ Gusen II y se de un tratamiento monumental adecuado a los restos que perviven de los campos KZ Gusen I y II.
Actualmente reside en Traun.

## Publicaciones destacadas
- Zum Gedenken 1938 bis 1945, in: 300 Jahre erweitertes Marktrecht St. Georgen/Gusen, St. Georgen a.d. Gusen, 1989
- KZ Mauthausen-Gusen Info-Pages [www.gusen.org], Desde 1997.
- Geschichtespaziergang in St. Georgen und Gusen, Volkshochschule der Arbeiterkammer, St. Georgen/Gusen, 1993-2005
- Konzentrationslager Gusen, in: Unsere Heimat der Bezirk Perg, Verein zur Herausgabe eines Bezirksheimatbuches, Perg 1995
- Gusen - Eine Manifestation österreichischen Vergessens?, in: Christoph Mayer, Das unsichtbare Lager - Audioweg Gusen, Berlín 2007
- Coautor junto a Alfred Grau: Der Zusammenbruch 1945 wie wir ihn erlebten, in: St. Georgener Heimatblätter (2007)
- Coautor junto a Jan-Ruth Mills y Siegi Witzany-Durda: St. Georgen-Gusen-Mauthausen - Concentration Camp Mauthausen Reconsidered, BoD, Norderstedt 2008, ISBN 978-3-8334-7440-8, disponible en Google-Books St. Georgen-Gusen-Mauthausen
- Getta la pietra! Il lager di Gusen-Mauthausen, Mimesis Edizioni, Milán 2008
- Bundesministerium für Inneres: Zur aktuellen Diskussion um Bergkristall, Dokumentation, Vienna 2009
- NS-Geschichte 1938-1945, in: 400 Jahre Markt St. Georgen an der Gusen, St. Georgen a.d. Gusen, 2011
- Editor de "Life Hanging on a Spider Web - From Auschwitz-Zasole to Gusen II", de Karl Littner, BoD, Norderstedt 2011, ISBN 978-3-8423-9840-5 disponible en Google-Books Life Hanging on a Spider Web
- Zur Geschichte des Lagerteiles Gusen im ehemaligen KZ-Doppellager Mauthausen-Gusen, In: Ueberleben durch Kunst - Zwangsarbeit im Konzentrationslager Gusen für das Messerschmittwerk Regensburg, Dr. Peter Morsbach Verlag, Regensburg 2012, ISBN 978-3-937527-52-9
- Die Bevoelkerung von St. Georgen/Gusen und Langenstein. Umgang mit der Lagergeschichte, Ablehnung und Initiativen zur Bewahrung, in: Gedenkstaetten fuer die Opfer des Nationalsozialismus in Polen und Oesterreich - Bestandsaufnahme und Entwicklungsperspektiven, Peter Lang Edition, Frankfurt am Main 2013, ISBN 978-3-631-62461-6
- Zur Bedeutung des Pfarrgebietes von St. Georgen/Gusen als Schluesselregion zur Ausbeutung von KZ-Haeftlingen durch die Schutzstaffel, In: Denk.Statt Johann Gruber - Neue Wege der Erinnerungskultur, Wagner Verlag, Linz/Donau 2014, ISBN 978-3-902330-93-2
- Zur Landnahme der Schutzstaffel im Raum St. Georgen-Gusen-Mauthausen, in: Oberösterreichische Heimatblätter, 69. Jahrgang, Heft 3/4, Amt der OÖ. Landesregierung, Direktion Kultur, Linz/Donau 2015, ISBN 3-85393-021-2
- The Gusen II Jew Camp and the Messerschmitt Bergkristall underground plane factory in St. Georgen on the Gusen. In: Joseph Fisher: The Heavens were Walled In, New Academic Press, Vienna 2017, p. 175 ff. ISBN 978-3-7003-1956-6

## Premios
- Premio Cultural del Ayuntamiento de St. Georgen/Gusen por sus extraordinarios logros en la investigación de la historia oculta del Complejo St. Georgen-Gusen-Mauthausen (1990).
- Medalla al Mérito del Gobierno de Alta Austria por sus actividades conmemorativas a lo largo de los años en "Arbeitskreis für Heimat-, Denkmal- und Geschichtspflege St. Georgen/Gusen" (2008).
- Consultor científico del Gobierno de Alta Austria (2013)
- Złoty Medal Opiekuna Miejsc Pamięci Narodowej - Medalla de oro por guardián des lugares de la memoria nacional de Polonia (2014)
- Decoración del Mérito en el oro del República de Austria (2015)
- Medalla al Mérito de oro del municipio Langenstein (2016)
- Odznaka honorowa „Zasłużony dla Kultury Polskiej” - Medalla para los logros de la cultura polaca (2017)
- pl:Złota Sowa Polonii - Búho de oro (2019)
- Título profesional "Profesor" (2021)
- Placa de honor del Klub Mauthausen-Gusen, Varsovia (2022)
- Medalla VIRTUS ET FRATERNITAS otorgada por el presidente de la República de Polonia, Andrzej Duda (2024)